# Ocellularia monosporoides
Ocellularia monosporoides är en lavart som först beskrevs av William Nylander och som fick sitt nu gällande namn av Mason Ellsworth Hale 1980. 
Ocellularia monosporoides ingår i släktet Ocellularia och familjen Thelotremataceae.   Inga underarter finns listade i Catalogue of Life.